# Договор в Сан-Ильдефонсо (1777)
Договор в Сан-Ильдефонсо 1777 года (исп. Tratado de San Ildefonso de 1777, порт. Tratado de Santo Ildefonso 1777), известен также как Первый договор в Сан-Ильдефонсо — соглашение между Испанией и Португалией об урегулировании территориальных споров в районе залива Ла-Плата. Был подписан 1 октября 1777 года в испанском местечке Сан-Ильдефонсо.

## Условия договора
Согласно условиям договора, Испания передала Португалии ряд территорий, вошедших в состав Бразилии, в обмен на возвращение контроля над Уругваем (в то время называвшемся Banda Oriental), островом Фернандо-По, и территорией африканского побережья между устьями рек Нигер и Огове. Португалия отказывалась от прав на Восточные миссии, колонию Сакраменто, а также Филиппинские и Марианские острова.
Ст. 5 и 15 устанавливали новые границы португальских и испанских владений в Южной Америке, которые в общем мало отличались от демаркационных рубежей, фиксированных Мадридским договором 1750 года.
Ст. 18 воспрещала возведение оборонительных сооружений на границах.
Статьями 20 и 21 Сан-Ильдефонского договора признавались недействительными все ранее заключённые соглашения, в том числе Тордесильясское и Сарагосское, и мирные трактаты, подписанные в Утрехте и Париже.

## Последствия договора
Договор в Сан-Ильдефонсо положил конец Испано-португальской войне 1776—1777 годов, но не решил долголетний спор между Испанией и Португалией о границах их американских владений. Конфликты на рубежах Бразилии и испанских колоний, особенно на территориях Парагвая, Сакраменто и Риу-Гранди-ду-Сул, продолжались вплоть до войны испанских колоний за независимость в начале XIX века.